# Paniagua, Mexiko
Paniagua är en ort i Mexiko.   Den ligger i kommunen Huimilpan och delstaten Querétaro Arteaga, i den centrala delen av landet, 170 km nordväst om huvudstaden Mexico City. Paniagua ligger 2 044 meter över havet och antalet invånare är 336.
Terrängen runt Paniagua är huvudsakligen kuperad, men den allra närmaste omgivningen är platt. Runt Paniagua är det ganska tätbefolkat, med 179 invånare per kvadratkilometer. Närmaste större samhälle är Santiago de Querétaro, 16,9 km norr om Paniagua. Trakten runt Paniagua består till största delen av jordbruksmark.